# Шатијон (Јура)
Шатијон (фр. Châtillon) насеље је и општина у источној Француској у региону Франш-Конте, у департману Јура која припада префектури Лон ле Соније.
По подацима из 2011. године у општини је живело 152 становника, а густина насељености је износила 9,06 становника/km². Општина се простире на површини од 16,77 km². Налази се на средњој надморској висини од 500 метара (максималној 747 m, а минималној 447 m).

## Демографија
| 1962. | 1968. | 1975. | 1982. | 1990. | 1999. | 2011. |
| ----- | ----- | ----- | ----- | ----- | ----- | ----- |
| 178   | 209   | 174   | 133   | 128   | 127   | 152   |

График промене броја становника у току последњих година